# Udruga studenata povijesti "Toma Arhiđakon"
Udruga studenata povijesti "Toma Arhiđakon" (skraćeno U.S.P. "Toma Arhiđakon"), nevladina, nestranačka i neprofitna udruga građana koja okuplja prvenstveno studentice i studente povijesti Filozofskog fakulteta u Splitu, ali i sve građane koje zanimaju povijest i historiografija te koji na bilo koji način žele doprinijeti ostvarivanju osnovnih ciljeva udruge, a to su: promicanje i populariziranje povijesti i historiografije, ostvarivanje prekogranične suradnje u svrhu poticanja historiografskog istraživanja, te poboljšanje studentskog standarda i uvjeta studiranja.
Udruga je dobila ime po splitskom svećeniku, kroničaru i povjesničaru Tomi Arhiđakonu (o. 1200. – 1268.), autoru znamenite srednjovjekovne kronike Historia Salonitana.
Od 2013. godine udruga je članica Međunarodne udruge studenata povijesti (ISHA), zbog čega se udruga neslužbeno navodi pod nazivom Udruga studenata povijesti "Toma Arhiđakon" - ISHA Split.

## Organizacijska struktura udruge
Tijela udruge, utvrđena statutom udruge, su Skupština, Upravni odbor, Nadzorni odbor, predsjednik i tajnik.

### Skupština
Skupština Udruge najveće je tijelo upravljanja i svi ostali članovi tijela upravljanja udruge za svoj rad odgovaraju Skupštini. Skupštinu sačinjavaju svi redoviti članovi udruge. Sjednicama mogu nazočiti svi članovi, ali samo redoviti članovi imaju pravo glasa. Sjednica skupštine može biti redovita, izborna i izvanredna. Redovito zastupa jednom godišnje.
Sjednice Skupštine saziva predsjednik udruge, a tajnik samo u slučaju predsjednikove odsutnosti. Predsjednik utvrđuje dnevni red sjednice te
mjesto i vrijeme održavanja iste. Predsjednik je dužan sazvati Skupštinu ako to zatraži najmanje 1/3 članova Udruge, Upravni odbor ili Nadzorni odbor.
Skupština Udruge usvaja statut Udruge i njegove izmjene i dopune, bira i razrješava osobe ovlaštene za zastupanje, bira i razrješava druga tijela Udruge, odlučuje o udruživanju u saveze, zajednice, mreže i druge oblike povezivanja Udruga, usvaja plan rada i financijski plan za sljedeću kalendarsku godinu i izvješće o radu za prethodnu kalendarsku godinu, usvaja godišnje financijsko izvješće, odlučuje o promjeni ciljeva i djelatnosti, gospodarskih djelatnosti, prestanku rada i raspodjeli preostale imovine Udruge, donosi odluku o statusnim promjenama članova, odlučuje o promjeni pečata Udruge, odlučuje o rješavanju sporova i sukoba interesa unutar Udruge i isključenju iz članstva u drugom stupnju, te odlučuje i o drugim pitanjima za koje statutom nije utvrđena nadležnost drugih tijela Udruge.

### Upravni odbor
Upravni odbor sastoji se od tri člana. Jedan od članova Upravnog odbora je i tajnik Udruge. Upravni odbor bira i opoziva Skupština Udruge na izbornoj sjednici. Predsjednik Udruge nije član Upravnog odbora, ali odluke koje su važne za Udrugu donosi nakon sastanka s njima. Upravni odbor bira se na godinu dana.
Upravni odbor obavlja sljedeće zadaće: priprema nacrte i utvrđuje prijedlog Statuta, izmjena i dopuna Statuta i drugih akata Skupštine, prima nove članove Udruge i u dogovoru s predsjednikom predlaže Skupštini imenovanje počasnih članova, (sukladno članku 9. ovog Statuta), odlučuje o prijemu i isključenju iz Udruge, odlučuje o promjeni adrese sjedišta Udruge, imenuje osobe za potpisivanje transakcija po računima kod bankarskih,
financijskih i drugih organizacija, odlučuje o poslovnom subjektu kod koje će Udruga imati otvoren žiro-račun, obavlja druge poslove sukladno zakonu i Statutu, utvrđuje prijedloge programa i plana rada, odlučuje o isplati putnih troškova.
Upravni odbor donosi odluke natpolovičnom većinom glasova. Zajedno s predsjednikom Udruge donosi odluku o izboru predstavnika u organizacije u koje se Udruga učlanila ili udružila ili s kojima surađuje. Ti predstavnici moraju biti članovi Udruge. Ako predsjednik zaduži nekoga od članova Upravnog odbora za neki zadatak bitan za Udrugu, dužan je izvršiti povjereni zadatak.

### Nadzorni odbor
Nadzorni odbor sastoji se od dva člana Udruge koji nisu niti predsjednik niti članovi Upravnog odbora, dakle, ne mogu biti ujedno i članovi drugih tijela upravljanja Udruge. Članovi Nadzornog odbora biraju se na izbornoj sjednici Skupštine. Mandat Nadzornog odbora je jedna godina. Nadzorni odbor radi na sjednicama koje se sastaju najmanje jedanput mjesečno. Članu Nadzornog odbora mandat može prestati i prije vremena na koje je izabran, ako
bude razriješen od strane Skupštine.
Nadzorni odbor obavlja sljedeće poslove: nadzire zakonitost u financijskom poslovanju Udruge, nadzire izvršavanje zakonskih, ugovornih i drugih obveza, nadzire provođenje određenih odluka koje mu se dostavljaju na uvid, nadzire provođenje odluka svih izvršnih tijela Udruge.

### Predsjedništvo
Predsjednika Udruge bira Skupština između članova Skupštine na mandat u trajanju od jedne godine. Predsjednik Udruge zastupa i predstavlja Udrugu, otvara žiro-račun u banci, saziva sjednice Upravnog odbora i predlaže dnevni red, saziva sjednice Skupštine i predlaže dnevni red, odgovara za pravilan i zakonit rad Udruge, vodi poslove Udruge sukladno odlukama Skupštine, zajedno s Upravnim odborom potiče aktivnosti Udruge, dostavlja zapisnik s redovne sjednice Skupštine nadležnom uredu državne uprave, sklapa ugovore i poduzima druge pravne radnje u ime i za račun Udruge, zajedno s Upravnim odborom bira predstavnike u organizacije u koje se Udruga učlanila ili udružila ili s kojima surađuje. Ti predstavnici moraju biti članovi Udruge; obavlja i druge poslove u skladu sa zakonom, statutom i aktima Udruge.
Studenti i studentice koji su predsjedavali Udrugom tijekom dosadašnjeg djelovanja:
- Mate Božić (2012. – 2014.)
- Anamarija Bašić (2014. – 2017.)
- Blaž Ševo (2017. – 2019.)
- Luka Ursić (2019. – 2021.)
- Ivan Čorić (2021. – ....)

### Tajnik
Tajnika Udruge bira i imenuje Skupština istodobno kada bira i članova Upravnog odbora jer je on jedan od članova Upravnog odbora. Bira se na godinu dana. Obavlja stručno-administrativne poslove u Udruzi, vodi registar članova i odgovoran je za njegovo uredno vođenje, obavlja i druge poslove za potrebe Skupštine i Upravnog odbora, bavi se financijskim poslovima Udruge, zadužen je za kontakte s javnošću, obavještava predsjednika o mogućim kontaktima važnim za Udrugu.
Tajnik Udruge u dogovoru s predsjednikom Udruge može ovlastiti i druga dva člana Upravnog odbora za pomoć u povjerenim mu poslovima.

## Djelatnosti udruge

### Aktivnosti oživljene povijesti
Članstvo Udruge je početkom 2013. godine posjetilo tvrđavu Klis, gdje se upoznalo s djelovanjem povijesne postrojbe „Kliški uskoci“, a krajem iste godine Udruga je u suradnji s navedenom postrojbom započela s radom na osmišljavanju projekta arheološkog turizma vezanog uz starohrvatske arheološke lokalitete šireg splitskog područja.  U tu je svrhu ostvarena suradnja sa studenticama i studentima Ekonomskog fakulteta u Splitu te studija arheologije u Mostaru, zahvaljujući čemu je sadržaj projekta po prvi put predstavljen javnosti 30. siječnja 2015. u Muzeju hrvatskih arheoloških spomenika u Splitu.  Tako je nastao projekt arheološkog turizma „Regnum Croatorum“, koji za cilj ima revalorizaciju starohrvatskih arheoloških lokaliteta na širem splitskom području te njihovu prezentaciju kroz aspekt oživljene povijesti. Iste godine je projekt, osim u Hrvatskoj, predstavljen u Bosni i Hercegovini – 19. ožujka 2015. na Filozofskom fakultetu Sveučilišta u Mostaru.  U međuvremenu je, zahvaljujući suradnji s nizom povijesnih postrojbi starohrvatskog doba, u Klisu i Solinu početkom listopada 2014. godine po prvi put obilježena obljetnica smrti kraljice Jelene „Slavne“ (976.) i krunidbe kralja Dmitra Zvonimira (1075.). Obilježavanja su nastavljena i idućih godina (2016., 2018., 2019., 2020., 2022. ), a od 2016. prerasla su u svečani mimohod uz rijeku Jadro i uprizorenje krunidbe na tamošnjem arheološkom lokalitetu „Šuplja crkva“ u Solinu, popraćenu školama mačevanja, streličarstva, glagoljice, heraldike...itd. i prigodnim predavanjima održavanima u autentičnom prostoru obližnje tvrđave Klis. Tako je s vremenom oblikovana manifestacija oživljene povijesti pod jedinstvenim nazivom „Krunom hrvatskih vladara“. Također, projekt je, uz sudjelovanje nekoliko povijesnih postrojbi, 3. ožujka 2015. predstavljen i u Bijaćima – arheološkom lokalitetu Kaštelanskog polja na području grada Trogira.  Oživljena povijest starohrvatskog doba je od tada neizostavni dio programa tamošnjeg tradicionalnog obilježavanja izdavanja Trpimirove darovnice započetog još 1999. godine.  Od listopada 2018. godine projekt je upotpunjen i djelovanjem pripadajuće povijesne postrojbe „Praetoriani Croatorum“ (koju čine i članovi Udruge), a početkom prosinca iste godine „starohrvatski pretorijanci“ su aspekt oživljene povijesti starohrvatskog doba prezentirali i na nekim splitskim lokalitetima, također uključenima u navedeni projekt (Zlatna vrata i krstionica Sv. Ivana u prostoru Dioklecijanove palače).  Osim Splita, Klisa, Solina, Kaštelanskog polja odnosno područja Trogira, pripadnici povijesne postrojbe su u okviru istoga projekta, odnosno manifestacije „Krunom hrvatskih vladara: Podstrana 2022.“ u studenom 2022. posjetili i crkvu Sv. Martina u Podstrani, a tijekom prosinca 2022. arheološki lokalitet Rižinice u Solinu, kao i crkvu Sv. Jurja na Putalju u Kaštelima te Bijaće, gdje su sudjelovali u manifestaciji oživljene povijesti "Krunom hrvatskih vladara: Kaštela-Trogir 2022".

### Ciklusi predavanja, tribine i javna izlaganja
Udruga studenata povijesti je u proteklom desetljeću svoga djelovanja kontinuirano priređivala cikluse predavanja, tribine i javna izlaganja (u vlastitoj organizaciji, suorganizaciji ili u okviru inih manifestacija: Noći muzeja, Noći knjige, Kliofesta, Mjeseca hrvatske knjige) u okviru kojih su članice i članovi, odnosno pozvane gošće i gosti, javnosti prezentirali historiografsko-povijesnu problematiku:
- Ciklus studentskih izlaganja povodom 130. obljetnice pobjede splitskih narodnjaka (1882. – 2012.), 7. i 8. studenoga 2012. u Sjevernom tornju Sveučilišne knjižnice u Splitu te 9. studenoga u prostoru kavane-restorana „Bajamonti“ na splitskim Prokurativama.[15][16][17] (u okviru projekta „POVIJESNO SJEĆANJE“)
- Ciklus izlaganja povodom 20. obljetnice operacije „Maslenica“ (1993. – 2013.), 21. i 22. siječnja 2013. godine u Sjevernom tornju Sveučilišne knjižnice u Splitu i u prostorijama Velike dvorane Gradske knjižnice Marka Marulića u Splitu.[18][19] (u okviru projekta „POVIJESNO SJEĆANJE“)
- Ciklus studentskih izlaganja povodom 330. obljetnice oslobođenja Dalmacije od Osmanlija (1683. – 2013.), 24. listopada 2013. u Sjevernom tornju Sveučilišne knjižnice u Splitu.[20]  (u okviru projekta „POVIJESNO SJEĆANJE“)
- Ciklus studentskih izlaganja povodom 200. obljetnice propasti Ilirskih pokrajina (1814. – 2014.), 28. siječnja 2014. godine u Sjevernom tornju Sveučilišne knjižnice u Splitu te 31. siječnja – 1. veljače u Hrvatskom pomorskom muzeju i Etnografskom muzeju u Splitu.[21]  (u okviru projekta „POVIJESNO SJEĆANJE“ i „Noći muzeja“ 2014.)
- Ciklus studentskih izlaganja povodom 100. obljetnice početka I. svjetskog rata (1814. – 2014.), 3. prosinca u Sjevernom tornju Sveučilišne knjižnice u Splitute 4. prosinca 2014. godine u prostorijama Filozofskog fakulteta u Splitu (Poljana kraljice Jelene 1/III).[22][23] (u okviru projekta „POVIJESNO SJEĆANJE“)
- Ciklus izlaganja povodom 1090. obljetnice I. splitskog crkvenog sabora (925. – 2015.), 27. siječnja u Sjevernom tornju Sveučilišne knjižnice u Splitu, 28. – 29. siječnja u prostorijama Filozofskog fakulteta u Splitu (Poljana kraljice Jelene 1/III) te 30. siječnja 2015. godine u Muzeju hrvatskih arheoloških spomenika i Hrvatskom pomorskom muzeju u Splitu.[24][25][26] (u okviru projekta „POVIJESNO SJEĆANJE“ i „Noći muzeja“ 2015.)
- Javno čitanje uz komentar govora Ante Trumbića i njegovih suvremenika (F. Supila, J. Smodlake, A. Tresića-Pavičića) nastalih od 1890-ih do 1930-ih, u programu „Historia est magistra vitae...“ članica i članova Udruge „Toma Arhiđakon“, 23. travnja 2015. u prostorijama Sveučilišne knjižnice u Splitu.[27]  (u okviru „Noći knjige 2015.“).
- Ciklus studentskih izlaganja povodom 20. obljetnice vojno-redarstvene operacije „Bljesak“ (1995. – 2015.), 815. obljetnice rođenja Tome Arhiđakona (oko 1200. – 2015.) i 70. obljetnice završetka II. svjetskog rata (1945. – 2015.), od 4. do 8. svibnja 2015. u Sjevernom tornju Sveučilišne knjižnice u Splitu i prostorijama Filozofskog fakulteta Sveučilišta u Splitu (Put iza nove bolnice 10c).[28]  (u okviru „DANA TOME ARHIĐAKONA 2015.“)
- Ciklus izlaganja povodom sjećanja na žrtvu Vukovara (1991. – 2016.), 18. studenoga 2016. u prostorijama Kluba mladih Split.[29] (u okviru „Tjedna sjećanja na žrtvu Vukovara: Priča o gradu“)
- Javna tribina: „Kako se odnosimo prema našoj kulturno-povijesnoj baštini“ (sudionici: Ivan Basić, Luka Baričić, Lino Ursić i Emin Sarajlić), 12. svibnja 2017. godine u prostorijama Filozofskog fakulteta u Splitu (Poljana kraljice Jelene 1/III).[30][31] (u okviru „Kliofesta 2017.“)
- Javno izlaganje o izradi slike u kasnosrednjovjekovno doba (predavačica: Ivana Ćapeta Rakić), 21. ožujka 2018. godine u prostorijama Filozofskog fakulteta u Splitu (Poljana kraljice Jelene 1/III).[32]
- Javna izlaganja o heraldici i veksilologiji (predavači: Ante Brešić Mikulić i Mate Božić), 9. i 10. svibnja 2018. godine u prostorijama Filozofskog fakulteta u Splitu (Ulica Nikole Tesle 12).[33][34] (u okviru „Kliofesta 2018.“)
- Javno izlaganje o nastanku, uporabi i simbolici najstarijih hrvatskih zemaljskih grbova (predavač: Mate Božić), 7. lipnja 2018. u prostorijama Filozofskog fakulteta u Splitu (Poljana kraljice Jelene 1/III).[35][36] (u suorganizaciji Udruge „Toma Arhiđakon“ i Hrvatskog plemićkog zbora – splitski ogranak).

### Terenske aktivnosti
Članice i članovi Udruge su od osnutka započeli s organiziranim posjećivanjem arheoloških lokaliteta i povijesnih znamenitosti Splita i okolice kako bi članstvo, ali i širu javnost, upoznali s bogatim naslijeđem lokalne povijesne baštine, koja kao takva zaslužuje brigu, ali i očuvanje za buduće generacije. Pritom su stručni vodiči uglavnom bili fakultetski profesori. Tako je primjerice: 15. lipnja 2012. godine organiziran posjet arheološkim lokalitetima Rižinice i Crkvine u Solinu (uz stručno vodstvo dr. sc. Vicka Kapitanovića);  19. siječnja 2013. godine organiziran posjet tvrđavi Klis uz domaćinstvo povijesne postrojbe „Kliški uskoci“ (i stručno vodstvo dr. sc. Marka Trogrlića);  25. ožujka 2013. godine organiziran obilazak splitskih kasnoantičkih i srednjovjekovnih crkava (uz stručno vodstvo dr. sc. Ite Praničević-Borovac); 16. studenoga 2013. godine organiziran posjet nedavno otkrivenim ostatcima rimskog amfiteatra te Dioklecijanovoj palači u Splitu uz domaćinstvo povijesne postrojbe „Dioklecijanova legija“ (i stručno vodstvo dr. sc. Inge Vilogorac Brčić); 11. siječnja 2014. godine organiziran posjet marjanskim crkvicama i botaničkom vrtu na Marjanu zajedno sa studentskom udrugom „Lacerta“ uz domaćinstvo društva „Marjan“ (te stručno vodstvo dr. sc. Tonije Andrić i dr. sc. Ivana Basića); 24. siječnja 2015. godine organiziran drugi posjet marjanskim crkvicama zajedno sa studentskim udrugama „Lacerta“ i „Oceanus“ uz domaćinstvo bratovštine Sv. Križa iz Velog Varoša (i stručno vodstvo dr. sc. Danijele Bogner i dr. sc. Mirka Ruščića); a 3. lipnja 2017. godine organizirana treća edukativna šetnja Marjanom uz ponovni posjet marjanskim crkvicama i botaničkom vrtu (uz stručno vodstvo: Ivana Basića, Ane Torlak, Mirka Ruščića i Danijele Bogner). Također, u nekoliko je navrata organizirano čišćenje starohrvatskih arheoloških lokaliteta: Bijaći u Kaštelanskom polju na području Trogira (2. ožujka 2015.) i Rižinice u Solinu (10. ožujka 2014. – zajedno s članovima povijesne postrojbe „Kliški uskoci“ te sredinom listopada 2016. – u okviru volonterskog projekta „72 sata bez kompromisa“).

### Dani Tome Arhiđakona
Eponim Udruge je splitski kroničar Toma Arhiđakon (oko 1200. – 8. svibnja 1268.), ujedno i autor kronike poznatije kao „Povijest salonitanske crkve” (Historia Salonitana), s vrlo vrijednim podacima iz najranije prošlosti Splita i Hrvatske. Nadahnuti tim izvanrednim djelom (za standarde srednjovjekovnog doba u kojem je nastalo) i iznimnim Tominim povjesničarskim umom članstvo Udruge je svojim aktivnostima u nekoliko navrata odalo počast Arhiđakonovom djelu i životu. Tako su članovi Udruge 2012. godine, povodom blagdana Svih svetih i Dušnog dana, posjetili splitsku crkvu Sv. Frane na Obali u kojoj se nalazi Tomina nadgrobna ploča. Nadalje, povodom 745. obljetnice smrti Tome Arhiđakona, u organizaciji Udruge, 8. – 11. svibnja 2013. godine održao se niz događanja pod zajedničkim nazivom “Studenti Splitu!” (edukativno-glazbena večer pod nazivom „Split jednakih šansi“ i konferencija o obrazovanju osoba s invaliditetom: „I mi studiramo, zar ne?“). Također, 4. – 8. svibnja 2015. godine obilježena je i 815. obljetnica Tomina rođenja ciklusima studentskih izlaganja (o vojno-redarstvenoj operaciji „Bljesak“ te završnim operacijama II. svjetskog rata uz predstavljanje vlastitih radova i istraživanja s područja povijesnih znanosti te odabranih poglavlja iz zbornika radova „Toma Arhiđakon i njegovo doba“). Time su splitski studentski povjesničarski „Dani Tome Arhiđakona“ istoimene Udruge održani po prvi put. Nakon sedam godina uslijedilo je i održavanje „Dana Tome Arhiđakona 2022.“ (16. – 21. prosinca) uz manifestacije oživljene povijesti starohrvatskog doba (Klis, Solin, Kaštela, Trogir) te prigodnu retrospektivu prvog desetljeća djelovanja Udruge popraćenu javnim izlaganjem o povijesti magije.  Uz samu Udrugu i „Dane“ koji su njemu posvećeni, Tominim imenom neslužbeno je krajem siječnja 2013. godine nazvana i do tada poplavljena staza koju su nekada koristile studentice i studenti Filozofskog fakulteta u Splitu na svom putu do Franjevačkog klerikata O. fra Ante Antića gdje su se u to vrijeme djelomično održavala fakultetska predavanja. Tako je, nasipavanjem spomenute staze 29. siječnja 2013. godine nastao i „Klerikatski put Tome Arhiđakona“ (koji predstavlja poveznicu dviju sadašnjih splitskih ulica: Ivana pl. Zajca i Puta iza Nove bolnice).

### Izdavačka djelatnost
Pleter je časopis studenata povijesti i povijesti umjetnosti Filozofskog fakulteta u Splitu, utemeljen 2017. godine.  Izdavač mu je Udruga studenata povijesti “Toma Arhiđakon”, također iz Splita, a proces tiskanja časopisa je potpomognut financijskom potporom Sveučilišta u Splitu. Izlazi jednom godišnje te je dostupan u online i tiskanoj formi. Od 2019. godine, dakle u trećoj godini postojanja, časopis je indeksiran na portalu znanstvenih i stručnih časopisa Hrčak, a dostupan je i na stranicama Filozofskog fakulteta Sveučilišta u Splitu i na stranicama Udruge. Časopis ima tiskani i mrežni ISSN. Cilj "Pletera" je promicanje historiografije među studentima, ali i širom masom, doprinos znanstvenom polju povijesti i povijesti umjetnosti te naravno, omogućavanje studentima da se uključe u znanstveni svijet tijekom samog studija.Časopis objavljuje radove studenata povijesti, povijesti umjetnosti, arheologije i srodnih znanosti, bili oni izvorni znanstveni radovi, stručni ili pregledni. Časopis također objavljuje recenzije knjiga, osvrte na konferencije i simpozije i slične formate. Časopis je u punom otvorenom pristupu (open access) i funkcionira na osnovi Creative Commons 4.0 Licence.
Dosadašnji urednici časopisa "Pleter" bili su članovi udruge Anamarija Bašić, Luka Ursić i Vinka Klišmanić. 

### Ostalo
Uz već navedene Udruga je od 2012. do 2022. u svrhu popularizacije nacionalne, zavičajne i lokalne povijesti, upoznavanja javnosti s kulturnom baštinom i povijesti svakodnevice provodila i druge aktivnosti između kojih se izdvajaju prezentacije niza posjećivanih javnih izlaganja, skupova, izložbi, manifestacija „oživljene povijesti“ i festivala široj publici, primjerice:
- izlaganja Tomislava Raukara o Percevalovu statutu iz 1312. godine (4. lipnja 2012.),[52] međunarodnog znanstvenog skupa povodom 700. obljetnice Splitskog statuta (24./25. rujna 2012.)[53]
- predstavljanja monografije „Petar Selem...“ (3. prosinca 2012.)[54]
- izlaganja Ive Banca o metodama pisanja stručnih radova (5. prosinca 2012.)[55]
- manifestacije „Noć muzeja 2013.“ (25. siječnja)[56]
- izlaganja Vedrana Kundića o izradi replike kamenog pluteja (13. ožujka 2013.)[57]
- izložbe „Antički mozaici iz Ravenne“ (lipanj/srpanj 2013.)[58]
- međužupanijskog stručnog skupa učitelja i nastavnika povijesti (21. lipnja 2013.)[59]
- međunarodnog znanstvenog skupa o Ivi Tartaglii (23. /24. rujna 2013.)[60]
- I. stručni skup o arheološkom turizmu (28. studenog 2013.)[61]
- izložbe „Portreti grada – izložba splitskih veduta...“ (prosinac 2013.)[62]
- predstavljanja knjige „Hrvati i Crkva“ (22. prosinca 2013.)[63]
- predstavljanja monografije „Hrvatska obala u putopisima njemačkih hodočasnika...“ (27. siječnja 2014.)[64]
- predstavljanja knjige „Kinematografija u NDH“ (17. veljače 2014.)[65]
- II. stručni skup o arheološkom turizmu (23./24. listopada 2014.)[66]
- manifestacije „Uskočki boj za Klis 2017.“ (28./29. srpnja)[67]
- izlaganja Stipe Božića i Vedrana Mlikote o ekspediciji „Vlaji na Himalaji“ (14. studenoga 2017.)[68]
- festivala „Kliofest 2018.“ (8. – 11. svibnja)[69]
- manifestacije „Stolačka tarča 2018.“ (19./20. svibnja)[70]
- manifestacije „Uskočki boj za Klis 2018.“ (27./28. srpnja)[71]
- 5. međunarodni festivala arheološkog filma (8./9. studenoga 2018.)[72]
- obilježavanje memorije na žrtvu Vukovara i Škabrnje 18. studenoga (putem: akcije „Jedna svijeća ljubavi za Škabrnju i Vukovar“ održavanu od 2012. – 2017.[73][74][75][76]
- organiziranja „Tjedna sjećanja na žrtvu Vukovara: Priča o gradu“, održanog 18. – 25. studenoga 2016., a koji je uključio ciklus predavanja te filmsku večer posvećenu Vukovaru;[77] prezentacije niza popularnoznanstvenih članaka o toj tematici nastalih u autorstvu članica Udruge)[78][79][80]
- volontiranje članica i članova Udruge u okviru kulturnih manifestacija (tijekom splitske Noći muzeja krajem siječnja/početkom veljače (od 2014. godine u: Muzeju športa – Kući slave splitskog športa, Hrvatskom pomorskom muzeju, Muzeju grada Splita, Etnografskom muzeju i Muzeju hrvatskih arheoloških spomenika;[81] također 2015., 2016., 2017., 2018., 2019. i 2020. godine); u sklopu 4. i 5. Međunarodnog festivala arheološkog filma u Muzeju hrvatskih arheoloških spomenika – Split tijekom studenoga 2016. i 2018. godine.)[82][83]
- održavanje pub-kvizova književno-povijesne tematike (počevši od književno-povijesnog kviza „Marko Marulić i njegovo doba“ – održanog 2014. godine, povodom 490. obljetnice Marulićeve smrti,[84] zatim niza povijesno-književnih kvizova zajedničkog nazivnika „Divide et impera“ (održavanih 2017./2018.),[85] povijesnog kviza „Nedovršeni milenij“ održanog krajem 2018.,[86]  te „Kviza o viktorijanskom dobu“,[87] kao i niza kvizova „Male sive stanice“ u suorganizaciji s „Djevojkama koje čitaju“ (održavanih u prvoj polovici 2019. godine),[88] do posljednjeg u nizu „Tko želi biti kralj Tomislav?“ početkom 2020. godine)[89]
- organizacija filmskih večeri (počevši od prve filmske večeri posvećene Vukovaru uz dokumentarni film „Sveto ime Vukovar“, a održane 25. studenoga 2016. godine, zatim filmske večeri 15. svibnja 2017. pod nazivom „Projekcija povijesti“ („Ždralovi lete“),[90] potom „Denial“,[91] „A Royal Affair“,[92] te posljednje u nizu početkom ožujka 2018. godine uz film „Goyini duhovi“[93]).
- priređivanje radionica s prezentacijama povijesti svakodnevice: srednjovjekovna kuhinja, škola glagoljice, škola heraldike, škola klesanja (2016., 2018., 2019. u okviru manifestacije „Krunom hrvatskih vladara“),[94][95] demonstracije izrade slike i radionice izrade pečatnjaka (2018./2019.)[96][97]
- prigodni „Tjedni povijesti“ (od prvog o viktorijanskom dobu – održanog početkom travnja 2019. godine u suorganizaciji s „Djevojkama koje čitaju“,[98] zatim o „oživljenoj povijesti“ starohrvatskog doba – održanog krajem siječnja/početkom veljače 2020. godine[99] te o povijesti u „Mjesecu hrvatske knjige“ održanog krajem listopada/početkom studenog 2022. godine).[100]

## Nagrade i priznanja
Dana 7. listopada 2021. godine prof.dr.sc. Gloria Vickov, dekanica Filozofskog fakulteta u Splitu dodijelila je posebno priznanje studentskoj Udruzi Toma Arhiđakon za uspjeh u nastavnim i izvannastavnim aktivnostima, koje je u ime Udruge preuzeo Ivan Ćorić, predsjednik Udruge.

## Vanjske poveznice
- Službene stranice  Arhivirana inačica izvorne stranice od 19. prosinca 2022. (Wayback Machine)
- Udruga studenata povijesti Toma Arhiđakon - studentski.hr